# Sekte
Sekte (von lateinisch secta ‚Partei‘, ‚Lehre‘, ‚Schulrichtung‘) ist eine Bezeichnung für eine religiöse, philosophische oder politische Richtung und ihre Anhängerschaft. Die Bezeichnung bezieht sich auf soziale Gruppierungen, die sich durch ihre Lehre, ihr Dogma oder ihren Ritus von vorherrschenden Überzeugungen unterscheiden und oft im Konflikt mit deren Vertretern und Anhängern stehen.
In erster Linie steht Sekte für eine von einer Mutterreligion abgespaltene religiöse Gemeinschaft. Der ursprünglich wertneutrale Ausdruck hat aufgrund seiner Geschichte und Prägung durch den kirchlichen Sprachgebrauch einen meist abwertenden Charakter erhalten und wird seit den 1960er Jahren verstärkt in negativem Sinn verwendet. Für kleinere Gruppen werden daher auch die Bezeichnungen „religiöse Sondergemeinschaft“ oder „neue religiöse Bewegung“ gewählt.

## Begriffsgeschichte

### Antike
Der Begriff "Sekte" geht sehr wahrscheinlich auf das lateinische secta ("Richtschnur" oder "Schulrichtung") zurück, was sich von sectus, einem nicht mehr erhaltenen Partizip Perfekt von sequi („folgen“, speziell: „Anhänger [einer Person oder Lehre] sein“), ableitet.  Das Verbum secare ("abschneiden" oder "abspalten") kommt als Ursprung weniger in Betracht, ist allerdings auch nicht ganz von der Hand zu weisen. Das lateinische secta ist erstmals im 3. Jahrhundert v. Chr. bei dem Dichter Gnaeus Naevius belegt. Als secta bezeichnete man wertneutral nicht nur eine philosophische Schule, sondern auch eine Schulrichtung in der Rechtswissenschaft oder die Anhängerschaft eines Politikers.
Der lateinische Begriff secta entspricht  dem Griechischen Wort αἵρεσις (haíresis). Zusätzlich gab es eine latinisierte Form dieses Wortes: hairesis. Als Lehnwort aus dem Griechischen war das lateinische haeresis ein Synonym von secta. Etymologisch ist hairesis von hairéomai („sich nehmen“, „auswählen“, „vorziehen“) abgeleitet und bedeutete ursprünglich „Wahl“ sowie das, was man ausgewählt hat, wofür man sich entschieden hat (eine Partei, Meinung oder Überzeugung). Ab dem Zeitalter des Hellenismus bezeichnete man als hairesis eine philosophische Lehre sowie deren Anhängerschaft, beispielsweise die Stoiker, Peripatetiker oder Platoniker (Akademiker). Der Begriff wurde aber nicht nur in philosophischen oder weltanschaulichen Zusammenhängen verwendet. Im 2. Jahrhundert verfasste der berühmte Arzt Galen ein griechisches Werk über die drei wichtigsten damals bestehenden medizinischen Schulrichtungen, worin er für diese die Bezeichnung hairesis gebrauchte. Diese einflussreiche Schrift wird noch heute unter ihrem lateinischen Titel De sectis (wörtlich „Über die Sekten“) zitiert.
Im Judentum wurde der griechische Begriff hairesis übernommen und nicht nur für griechische Philosophenschulen, sondern auch für jüdische theologische Richtungen wie die Sadduzäer, Pharisäer und Essener verwendet. Auch hier war keine negative Konnotation damit verbunden; es gab keine Autorität, die in der Lage gewesen wäre, ein bestimmtes Dogma oder Bekenntnis verbindlich als „rechtgläubig“ festzulegen und eine abwertende Bezeichnung für alle davon abweichenden Richtungen einzuführen. So schrieb der jüdische Historiker Flavius Josephus im 1. Jahrhundert, er habe sich in seiner Jugend für die hairesis der Pharisäer entschieden, die der philosophischen hairesis der Stoiker ähnlich sei. Im Sinne dieses Sprachgebrauchs wurden die ersten Christen als hairesis der „Nazarener“ im Rahmen des Judentums bezeichnet.
Im Gegensatz zur wertfreien jüdischen Begriffsverwendung erhielt bei den Christen hairesis von Anfang an eine negative Konnotation, die schon bei dem Apostel Paulus deutlich erkennbar ist. Zwar wurde der Ausdruck in der frühen christlichen Literatur gelegentlich noch im herkömmlichen Sinne als neutrale Bezeichnung verwendet, doch galt in den miteinander in Kommunion stehenden Gemeinden jede Parteiung unter Christen als unvereinbar mit dem Wesen der einen Kirche und ihrer verbindlichen Lehre und daher als skandalös. Hairesis bedeutete in der Alten Kirche Abweichung vom wahren Glauben und dadurch Trennung von der Gemeinde, „Häresie“. Ab Beginn des zweiten Jahrhunderts ist hairesis als theologischer Fachbegriff in diesem Sinn bezeugt; in der Folgezeit dominierte der Wortsinn „Irrlehre“, daneben wurde das Wort auch als Synonym von schisma („Spaltung“, „Abspaltung“) gebraucht. Den als Häretiker Ausgegrenzten wurden die Bezeichnungen „Christen“ und „Kirche“ nachdrücklich verweigert. Es entstand eine häresiologische und häresiographische (Irrlehren beschreibende) kirchliche Literatur. Den ersten Häretikerkatalog erstellte Justin der Märtyrer im 2. Jahrhundert.
Eine abwertende Begriffsverwendung kam auch in nichtchristlicher Literatur vor; so vertrat im späten 3. Jahrhundert der pagane Neuplatoniker Alexander von Lykonpolis die Ansicht, das Christentum habe einen Niedergang erlebt, denn es seien ehrgeizige und neuerungssüchtige, aber zu gedanklicher Klarheit unfähige Sektengründer aufgetaucht, von denen jeder eine neue hairesis eingeführt habe. Dies habe zu Verwirrung und vielfacher Aufspaltung geführt.

### Mittelalter und Frühe Neuzeit

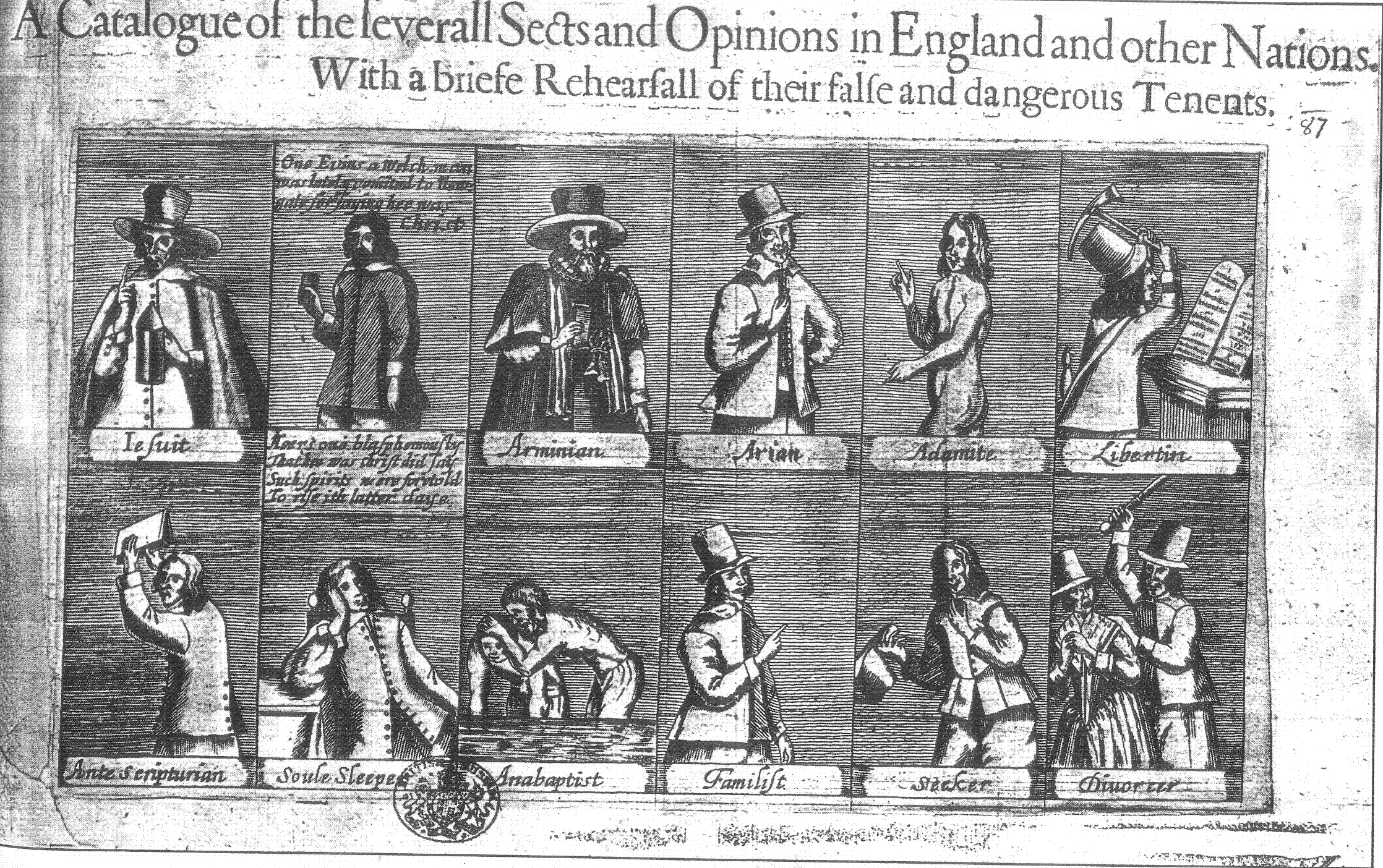
Aus dem illustrierten Sektenkatalog eines unbekannten Künstlers (um 1647)

Die lateinischen Begriffe haeresis und secta wurden im Mittelalter und in der Frühen Neuzeit weiterhin so wie in den Schriften der antiken Kirchenväter zur abwertenden Bezeichnung von „Irrlehren“ und deren Anhängerschaft verwendet. So wurden die Protestanten als secta Lutherana bezeichnet. In der Ostkirche wurde der Islam als Variante des spätantiken Arianismus betrachtet und daher ab dem 8. Jahrhundert offiziell unter die Sekten eingereiht.
Ins Mittelhochdeutsche entlehnt wurde das lateinische Wort in der zweiten Hälfte des 12. Jahrhunderts. Der älteste deutsche Beleg bezieht sich auf die damals als Häretiker verteufelten Arianer. Der deutsche Wortgebrauch im Spätmittelalter und in der Frühen Neuzeit entsprach im religiösen Kontext dem lateinischen; secte oder sec(k)t wurde mit Vorstellungen wie „Rotte“, „Aufruhr“, „Spaltung“ und „Zwietracht“ assoziiert. Nach der Reformation pflegte man in Deutschland religiöse Gruppen ohne reichsrechtliche Anerkennung Sekten zu nennen.
Neben dem in der Regel abwertenden Wortgebrauch in religiösen Zusammenhängen gab es ab dem 16. Jahrhundert im Lateinischen und im Deutschen auch eine wertneutrale, aus antiken Texten übernommene Begriffsverwendung zur Bezeichnung philosophischer und medizinischer Schulrichtungen.

### Moderne
Während im Deutschen „Sekte“ auch in der Moderne sehr häufig in einem negativen, oft stark abwertenden Sinn verwendet wurde und wird, hat das englische Wort sect einen eher wertneutralen Sinn. So wird in englischsprachiger buddhistischer Literatur sect als wertneutraler Ausdruck zur Bezeichnung von angesehenen Schulrichtungen verwendet. Dem deutschen pejorativen Ausdruck „Sekte“ entspricht der englische Begriff cult als polemische Fremdbezeichnung.
Nach 1900 wurde der Begriff „Sekte“ noch sehr breit verwendet, nämlich generell für – im betreffenden Land – kleine Religionsgemeinschaften. Etwa im katholisch dominierten Österreich wurden Adventisten, Baptisten, Anglikaner, Quäker oder Anhänger von Swedenborg so bezeichnet.

## Allgemeine Verwendung des Begriffs

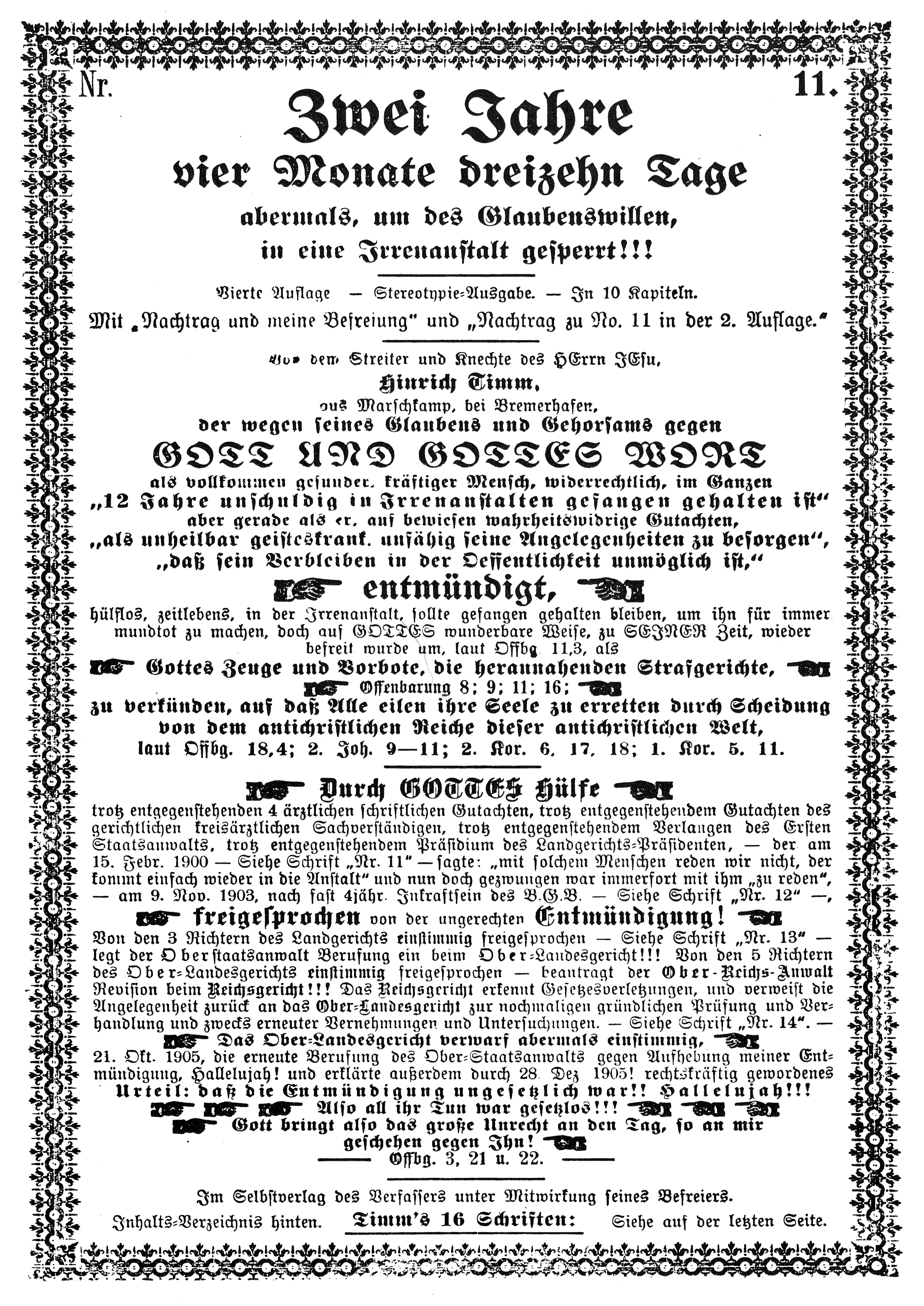
Titelblatt der Timmschen Sekte aus dem Jahr 1905. Hinrich Timm geriet in fanatischen Hass gegen die Landeskirche und forderte radikalen Umbruch. Er saß jahrelang wegen Hetzerei gegen die Landeskirche im Irrenhaus.

Im landläufigen Sprachgebrauch werden als Sekten oft religiöse Gruppen bezeichnet, die in irgendeiner Weise als gefährlich oder problematisch angesehen werden oder die in orthodoxer theologischer Hinsicht als „Irrlehre“ angesehen werden. Dies betrifft sowohl seit Langem bestehende christliche Gemeinschaften, die sich in Lehre oder Praxis vom Herkömmlichen unterscheiden, als auch neue Gruppen. Zu Letzteren zählen insbesondere solche, die in der zweiten Hälfte des 20. Jahrhunderts entstanden sind und damals als „Jugendreligionen“ bezeichnet wurden, weil sie anfänglich viele junge Mitglieder hatten. „Sekte“ wird heute oftmals als Kampfbegriff gebraucht. So wird sogenannten Sekten häufig vorgeworfen, sie würden sich vor allem aus wirtschaftlichen Gründen als religiöse Glaubensgemeinschaften ausgeben, um den besonderen Schutz des Staates, größere Freiheiten und Rechte sowie die Befreiung von Steuern zu genießen. Bekanntestes Beispiel dafür ist Scientology.
In jüngerer Zeit wird der Terminus „Sekte“ auch im säkularen Bereich verwendet, um beispielsweise Kritiker von vorherrschenden wissenschaftlichen Lehrmeinungen, sozialen Üblichkeiten oder Absplitterungen von politischen Parteien abwertend zu charakterisieren. Im Juni 2018 akzeptierte das OLG Frankfurt es als Teil der freien Meinungsäußerung, ein Unternehmen als „Sekte“ zu bezeichnen.
Die Bezeichnung Sekte führt immer wieder zu Kontroversen, da mit dem Begriff allgemein eine besondere Konfliktträchtigkeit assoziiert wird. Für die Religionswissenschaftlerin Babett Remus stammt der Begriff ursprünglich zur Selbstdefinition einer religiösen Gruppe und ihrer Abgrenzung nach außen. Er sei somit „nichts anderes als ein Kampfbegriff und somit zur religionswissenschaftlichen Theoriebildung völlig ungeeignet“.
Dabei stehen sich zwei Grundhaltungen gegenüber: Auf der einen Seite eine Betonung der Religionsfreiheit und der weltanschaulichen Neutralität des Staates. Hier wird Zurückhaltung bei der öffentlichen Bewertung religiöser und weltanschaulicher Positionen und bei Maßnahmen gegen missliebige Minderheiten empfohlen. Die gegenteilige Haltung nehmen diejenigen ein, die insbesondere neureligöse weltanschauliche Sondergruppen zum Teil scharf verurteilen und in manchen Fällen deren gesellschaftliche Ächtung anstreben.
Im Einzelnen drehen sich die Kontroversen beispielsweise um mutmaßliche oder tatsächliche
- Einschränkungen der Religionsfreiheit religiöser Randgruppen, etwa durch Kritik ihrer Praktiken, und juristische Zwangsmaßnahmen,[24]
- Einschränkungen der religiösen Freiheit durch unterschiedliche Grade der gesetzlichen Anerkennung
  - Art. 4 GG der Bundesrepublik Deutschland gesteht grundsätzlich die freie Religionsausübung zu. Einschränkungen ergeben sich aus dem Artikel selber nicht, sind aber oft genug Gegenstand der aktuellen Rechtsprechung. Das Grundrecht auf Religionsfreiheit ist nur beschränkt durch die Grundrechte anderer Menschen und die sonstigen Grundwerte des Grundgesetzes.
- Einschränkungen der Meinungsfreiheit von Gruppenmitgliedern,
- Einschränkungen der Bewegungsfreiheit von Gruppenmitgliedern,
- wirtschaftliche Ausbeutung der Mitglieder durch lange Arbeitszeiten und minimales Gehalt,[25]
- sexuelle Ausbeutung oder Fälle von sexuellem Missbrauch von Kindern und Jugendlichen durch Gruppenmitglieder,
- Menschenrechtsverletzungen durch gruppeninterne, gerichtsähnliche Verfahren (Beispiel: KIG),
- Personenkulte um die Anführer der betreffenden Gruppe, z. B. Osho (Bhagwan),[26]
- Familienkonflikte, insbesondere wenn ein Elternteil oder Kinder die Gruppe verlassen haben oder wollen,
- das Behindern von Kindern beim Zugang zu Ausbildung, ärztlicher Versorgung und Familienangehörigen außerhalb der Gruppe.

## Staatliche Begriffsverwendung

### Deutschland
In Deutschland stellte die Enquête-Kommission „Sogenannte Sekten und Psychogruppen“ 1998 fest, dass in der Umgangssprache der Begriff „Sekte“ sich zunehmend auf Gruppen bezieht, denen vorgeworfen wird, in Lehre und Praxis systematisch gegen ethische Überzeugungen wie Menschenwürde, Menschenrechte, Freiheit, Toleranz, Selbstentfaltung oder Selbstverwirklichung zu verstoßen, statt Entfaltungsfreiheit Abhängigkeit zu produzieren, die Menschen zu entwürdigen und zur Intoleranz anzuleiten. Der umgangssprachliche Sektenbegriff leide damit an einer erheblichen inhaltlichen Undifferenziertheit; er sei in hohem Maße kritikwürdig und werde von der Kommission daher nicht verwendet. Für die Zwecke der neutralen Beschreibung seien die Bezeichnungen „neue religiöse und ideologische Gemeinschaften und Psychogruppen“ zutreffender. Das Grundgesetz kenne nur Religionen, Religionsgesellschaften und Religionsgemeinschaften; staatsrechtlich gebe es mithin keinen Unterschied zwischen Kirche und „anderen religiösen Organisationsformen“. Der Begriff der Kirche ist dadurch auch nicht mehr geschützt, sodass sich nun jede Organisation als Kirche bezeichnen und ihn irreführend verwenden könne.
Allerdings stellte das Bundesverfassungsgericht im Juni 2002 fest, dass die staatliche Anwendung der Begriffe „Sekte“, „Jugendreligion“, „Jugendsekte“ und „Psychosekte“ auf die Osho-Bewegung verfassungsrechtlich unbedenklich gewesen sei, da sie nicht den Schutzbereich der Glaubens- und Gewissensfreiheit berührt habe. Mit Blick auf den Bericht der Enquete-Kommission empfahl das Gericht gleichwohl, staatliche Stellen sollten diese Begriffe, auch wenn sie verfassungsrechtlich unbedenklich seien, nicht mehr verwenden. Das Polizeipräsidium München verwendet den Begriff weiterhin auf seiner Website im Titel „Sekten und Okkultismus“ (Stand von Mai 2025).

### Frankreich
Anlässlich der Aktivitäten der Vereinigungskirche seit den 1970er Jahren wurde von staatlicher Seite verstärkt gegen Sekten vorgegangen. 1995 veröffentlichte eine parlamentarische Kommission eine Liste von 173 Organisationen, die als Sekte bezeichnet wurden. Die Gesamtzahl der Mitglieder dieser Organisationen wurde auf 400.000 geschätzt. Der staatliche Runderlass betont bei der Begriffsdefinition den ausbeuterischen Charakter einer Sekte. In diesem Zusammenhang stehen auch Einrichtungen weltanschaulicher Gruppierungen unter Beobachtung, die sich in anderen Ländern frei entfalten können, wie etwa die Waldorfschulen.

### Schweiz
1998 hatte der Bundesrat bei einer Anfrage im Nationalrat festgehalten, dass es keinen juristischen Begriff der „Sekte“ gibt. Die Bundeskanzlei hat den Auftrag, für das Thema zu sensibilisieren, kann in Sachen Beratungsstelle aber höchstens koordinierend wirken. Alle Beratungsstellen zu Sektenfragen in der Schweiz sind private oder kirchliche Institutionen.

## Wissenschaftlicher Gebrauch
Im theologischen, rechtlichen und soziologischen Kontext wird der Begriff „Sekte“, wenn überhaupt, dann unter Berücksichtigung seiner Problematik eingesetzt.

### Theologischer Gebrauch
Die Abwehr theologischer Abweichungen von der kirchlichen Lehre spielt für Theologen in der neueren Auseinandersetzung mit dem Thema „Sekten“ kaum noch eine Rolle. Beachtet werden mögliche negative Folgen für den Einzelnen und für seine Umgebung, die sich aus der Zuwendung zu einer problematischen religiösen Gruppe ergeben können. Bedenkliche Eigenheiten können etwa sein: ein ethischer Rigorismus, Überlegenheitsbewusstsein, Heilsversprechen speziell für die exklusive Elite der Zugehörigen, hoher Gruppenbinnendruck, erschwerte Austrittsmöglichkeit. Die Darlegung solcher Eigenheiten ist gepaart mit Selbstkritik: „Viele sektenhafte Züge finden sich auch innerhalb der Kirche“. „Der christliche Glaube verlangt nicht weniger, sondern mehr irrationalen Glauben, als manche ‚Sekte‘ einzufordern wagt.“ Die kirchliche Beschäftigung mit Sondergemeinschaften bewegt sich weiterhin in dem Spannungsfeld Warnen vor Irrwegen oder Selbsthinterfragen als Kirche.

### Rechtswissenschaftlicher Gebrauch
Das Münchner Rechtslexikon schreibt zum Beispiel, der Begriff „Sekte“ habe in staatsrechtlicher Hinsicht seine Bedeutung verloren, da er eine negative theologische Beurteilung enthalte. Die früher als „Sekten“ bezeichneten Gruppen werden heute meist unter weniger vorbelasteten Bezeichnungen wie „Neue religiöse Bewegungen“ oder „Alternativreligionen“ zusammengefasst. Kleinere spirituelle Gruppierungen und Einzelpersonen werden bisweilen auch als „Anbieter am Lebenshilfemarkt“ bezeichnet.

### Soziologische Definitionen
Für die soziologische Definition haben sich folgende drei Ansätze herausgebildet:
In der deutschsprachigen Soziologie ist – erstens – Max Webers Sektenkonzept am bekanntesten. Weber unterscheidet Sekten von Kirchen anhand ihrer Rekrutierungsmechanismen: Sekten seien voluntaristische Gemeinschaften, in die man aufgrund einer persönlichen Entscheidung und nur nach eingehender Prüfung durch die Sekte aufgenommen werde. Im Gegensatz dazu sind Kirchen für Weber Anstalten, in die man hineingeboren würde.
Der protestantische Theologe Ernst Troeltsch (1865–1923) benutzte den Begriff in Anschluss an Weber in seiner Typologie christlicher Gemeinschaftsbildung: Im Unterschied einerseits zu Kirche, andererseits zur Mystik zeichne sich die Sekte durch verhältnismäßig kleine Mitgliederzahl aus, durch die angestrebte „persönlich-innerliche Durchbildung“ des Glaubens sowie eine enge, persönliche Verbindung der Mitglieder untereinander. Typisch sei in diesen Laienchristentum, die Forderung nach persönlichen ethisch-religiösen Leistungen und einem persönlichen Verhältnis zu Gott, sowie die radikale religiöse Gleichheit und Brüderlichkeit innerhalb der Gruppe. Eine Sekte stelle sich gegen die Hierarchien und die kanonischen Verrechtlichungen der Kirchen. Es gebe drei Haupttypen von Sekten:
- die aggressive Sekte mit einem hohen Missionierungsanspruch und einem ausgeprägten Elitebewusstsein,
- die von ihrer Umwelt tolerierte Sekte, die Gewalt ablehne und zurückgezogen den eigenen Glauben praktiziere, sowie
- die assimilatorische Sekte, die dem Druck der Umwelt nachgebe und Konzessionen an sie mache.[38]

Dem stellte der Religionssoziologe Paul Honigsheim (1885–1963) noch neuere amerikanische Sekten an die Seite, die angesichts der verbreiteten religiösen Toleranz in den Vereinigten Staaten keine Verfolgungserfahrungen hätten, Sekten der Afroamerikaner, die auf den verbreiteten Rassismus reagierten, indem sie die „Rassensuperiorität ihrer Mitglieder betonen“, sowie schließlich religiös kollektivistische Sekten. Die Abgrenzung des Sektenbegriffs zu dem der Konfession sei oft nicht trennscharf zu ziehen.
Ein anderer, zweiter, Ansatz von Peter L. Berger sieht in einer Sekte ein Organisationsmodell für den Selbstschutz weltanschaulicher Minderheiten. Ihre Basis sei eine Orthodoxie, die von einem ontologischen Wahrheitsbegriff (Niklas Luhmann) ausgehe, d. h., eine voraufgeklärte Orientierung, in der das Sein als unwandelbar und unvergänglich und nicht als kontingent (auf Wahrnehmung begründet) erkannt werde. Eine kommunikative Verständigung über die Grundlagen des Lebens gilt ihr als blasphemisch und gefährlich. Zur Vermittlung der „wahren Lehre“ benötige sie organisatorisches Handeln und präge über die indoktrinierende Institution nicht nur das Weltbild der einzelnen Menschen, sondern auch deren Sprache in einer Weise, die die Verständigung mit Außenstehenden erschwere.
Ein dritter verwendeter, einflussreicher Ansatz, entwickelt von Bainbridge und Stark, unterscheidet Sekten und Kulte von Kirchen auf der Basis ihrer Ideologien. Kirchliche Ideologien stünden dabei nicht im Konflikt mit ihrer gesellschaftlichen Umgebung, sondern affirmierten diese. Sekten und Kulte wichen dagegen ideologisch deutlich von ihrer gesellschaftlichen Umgebung ab. Zwischen Sekten und Kulten wird in diesem Ansatz auf der Basis des Entstehens der ihnen zugehörigen Ideologien unterschieden: Während Sekten, die aus bestehenden Religionsorganisationen hervorgehen, lange bestehende Glaubensbekenntnisse modifizieren würden, schüfen Kulte völlig neue Glaubenssysteme.
H. Richard Niebuhr machte die Beobachtung, dass Sekten, entstanden als schismatische Bewegung von großen Kirchen, die Tendenz hätten, ihrerseits Kirchen zu werden, womit sie aber viele Bedürfnisse ihrer Mitglieder nicht mehr erfüllen könnten, was zu erneuten Abspaltungen führen würde. Auf dieser Feststellung aufbauend, konstatiert dieser dritte Ansatz ein Spannungsverhältnis zwischen Sekten und Gesellschaft, bei dem sich aber beide Pole ständig in Bewegung befänden, was zu einer gesellschaftlichen Etablierung vorher bewusst minoritärer Gruppen führen könne. Die Übergänge zwischen „Sekte“ und „Kirche“ sind in diesem Modell fließend. „Kulte“ haben im Unterschied zu „Sekten“ eigene religiöse Wurzeln.
Bainbridge und Stark unterscheiden drei Arten von Kulten:
- Publikumskulte ohne formale Organisation,
- Klientenkulte mit formaler Organisation, die partielle Bedürfnisse abdecken, sowie
- Kultbewegungen mit formaler Organisation, die universale Bedürfnisse abdecken.

Die Gruppen werden in diesem Ansatz nach Art der angebotenen Kompensatoren unterschieden: „Magische“ oder spezielle Kompensatoren versprächen die Manipulation der Umwelt für eigene Ziele, „religiöse“ oder allgemeine Kompensatoren böten ein universales Welterklärungsmodell an.

Diese Unterscheidung geht im Grundsatz auf Émile Durkheim zurück: Magie floriere, wenn wissenschaftliche Mittel zu ihrer Überprüfung fehlen oder nicht akzeptiert werden. Sie könne aber keine Organisation aufrechterhalten.
Auf Magie basierende Kulte können sich allerdings zu Kultbewegungen mit universalem Welterklärungsanspruch entwickeln, so ging Scientology z. B. aus einem psychotherapeutischen Selbsthilfesystem (Dianetik) hervor. Kultbewegungen provozieren allerdings, so Bainbridge und Stark, anders als unorganisierte Kulte, Widerspruch im gesellschaftlichen Umfeld.

### Journalismus, Medien
- Patrick Warto: Schlagwort Sekte, Verlag Österreich, Wien 2008, ISBN 978-3-7046-5217-1